# Namur (Wisconsin)
 (février 2024).
Si vous disposez d'ouvrages ou d'articles de référence ou si vous connaissez des sites web de qualité traitant du thème abordé ici, merci de compléter l'article en donnant les références utiles à sa vérifiabilité et en les liant à la section « Notes et références ».
Pour les articles homonymes, voir Namur (homonymie).
Namur est une zone non incorporée du Wisconsin située dans la commune de Union dans le comté de Door (États-Unis).
Namur est localisé approximativement à 8 kilomètres à l'est de la baie de Green Bay (Lac Michigan) et à 8 kilomètres à l'ouest de la zone non incorporée de Brussels.

## Toponymie
Le nom de la localité provient d'immigrés Wallons qui lui ont donné celui de la ville belge de Namur, raison pour laquelle on y trouve toujours une petite communauté pratiquant le wallon.

## Galerie

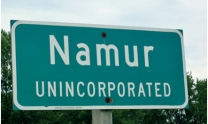
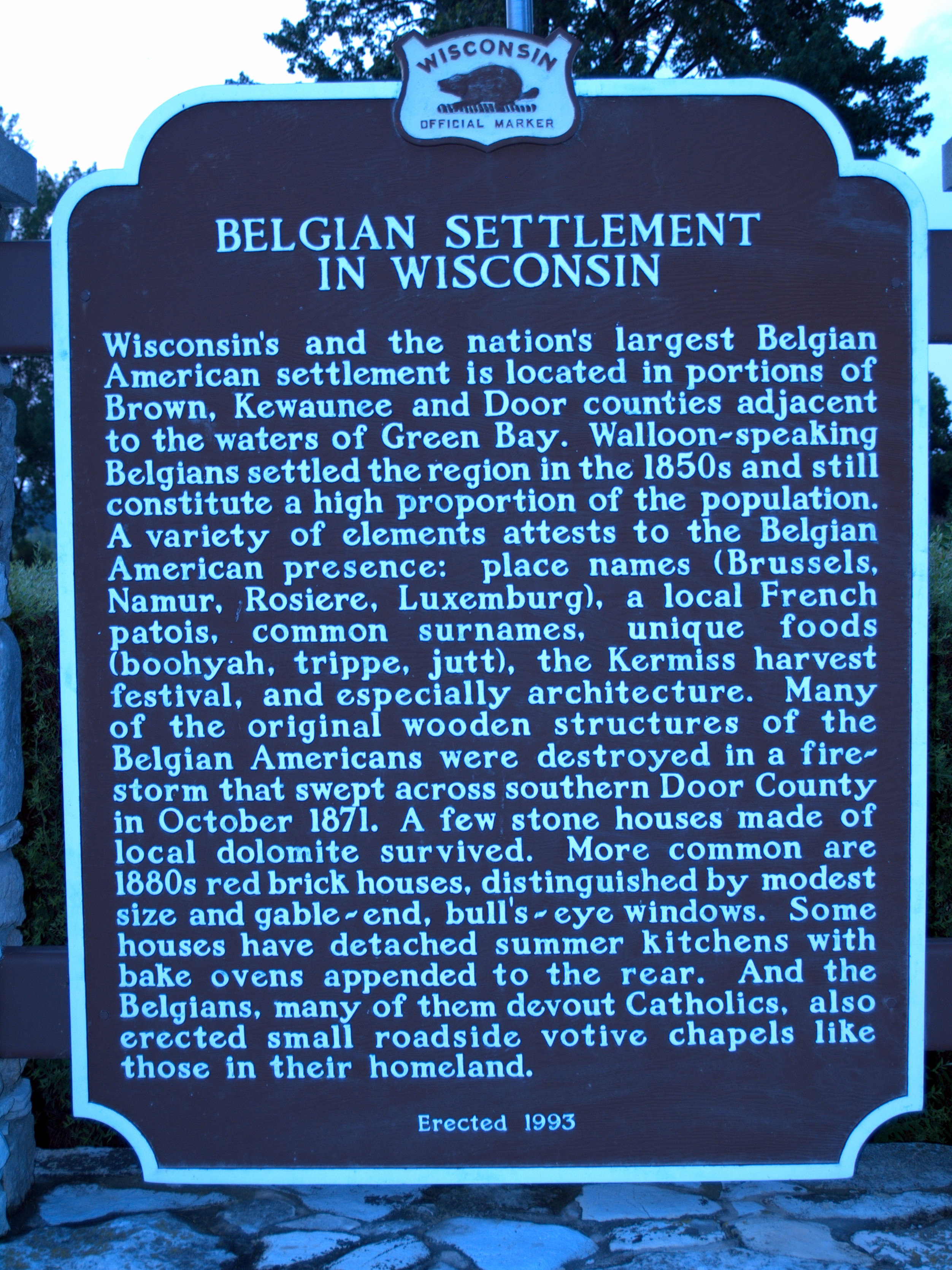
Borne historique sur les Belges
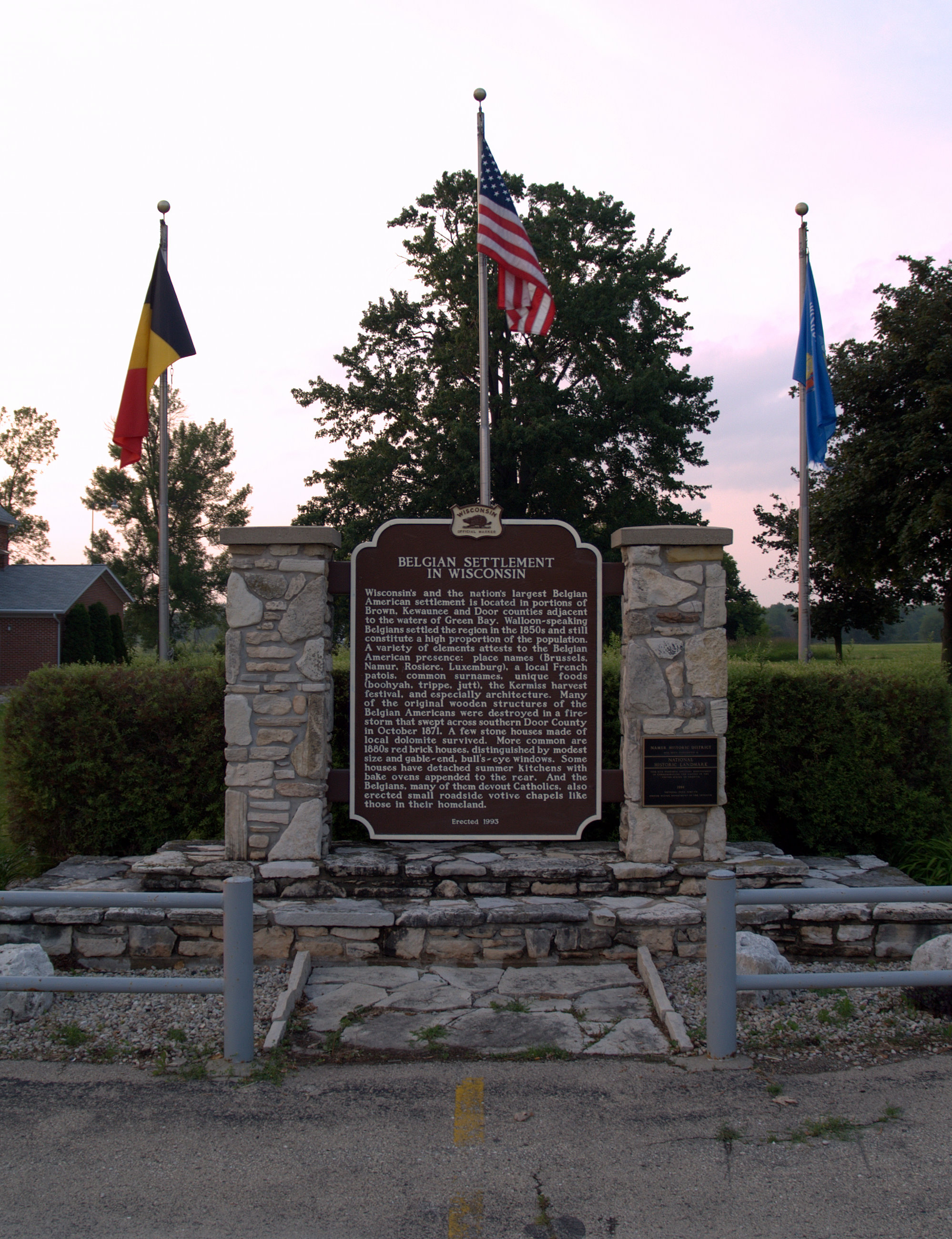
Namur Historic District
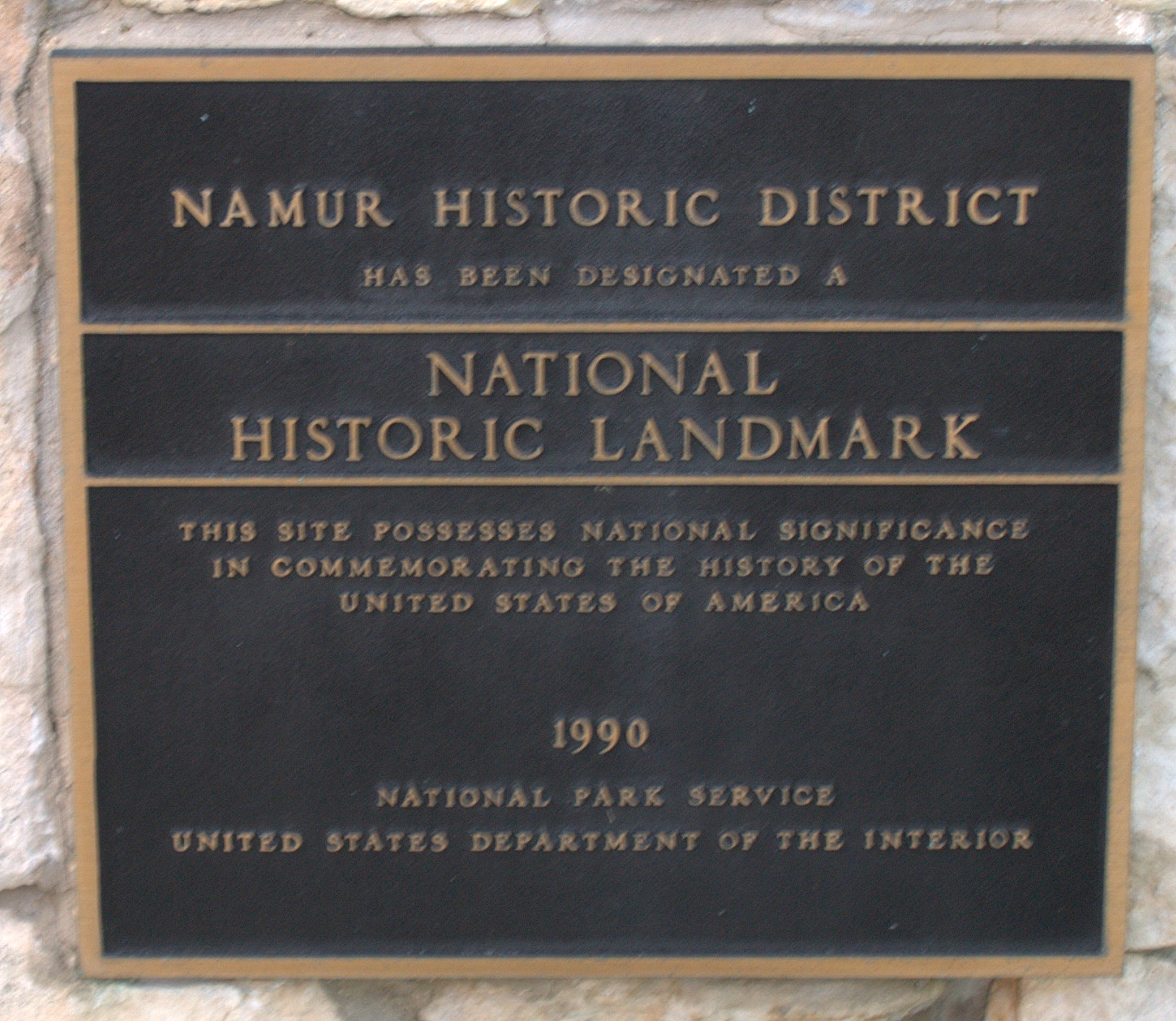
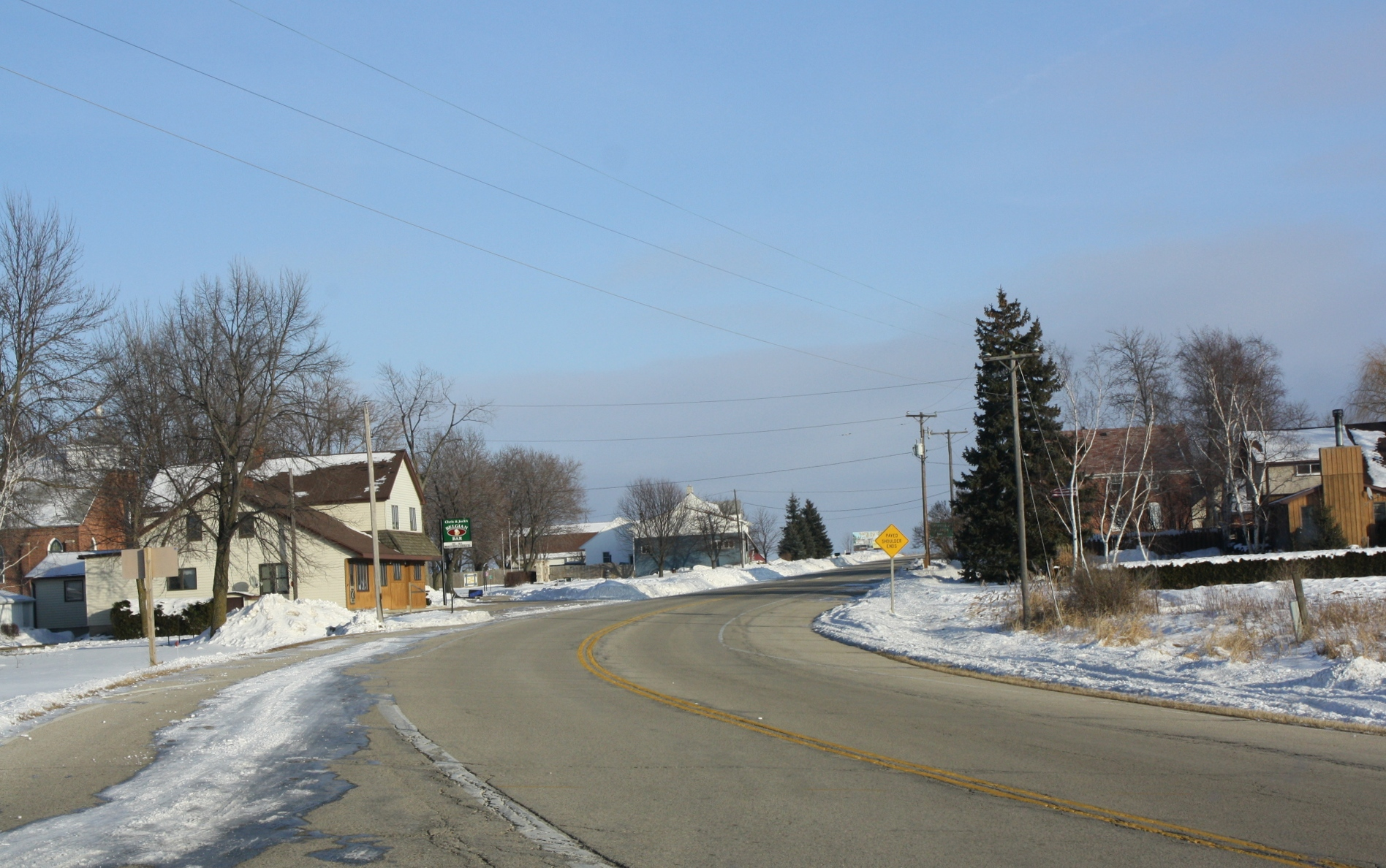
Centre de Namur en direction du Nord-Est